# Cal Laiano (Masquefa)
Cal Laiano és una obra de Masquefa (Anoia) inclosa a l'Inventari del Patrimoni Arquitectònic de Catalunya.

## Descripció
És una casa de planta baixa i dos pisos. Aquest edifici és singular per la decoració de la façana i sobretot per la tribuna del primer pis. Està formada d'obra i vidriera i sustenta el balcó del segon pis decorat amb barana de pedra artificial amb motllures ornamentals. Al primer pis els balcons tenen barana balustrada de terracota i en el segon les finestres estan decorades amb unes petites columnes que les compartimenten.

## Història
L'amo del casino i del cinema, en Laureà Sabater construeix aquest edifici per servir d'habitatge l'any 1932, tal com ho indica la data inscrita en la tribuna.